# Pilotrichum corrugatum
Pilotrichum corrugatum là một loài rêu trong họ Pilotrichaceae. Loài này được Renauld & Cardot mô tả khoa học đầu tiên năm 1902.